# Riyad Mahrez
Riyad Karim Mahrez (arabiska: رياض كريم محرز, arabiskt uttal [rijɑːd mɑħrəz]), född 21 februari 1991 i Sarcelles, är en algerisk fotbollsspelare som spelar för Al-Ahli och Algeriets landslag.

## Biografi
Mahrez föddes i Sarcelles och hans föräldrar kommer från Algeriet.
I januari 2014 värvades Mahrez till Leicester City. Säsongen 2015–2016 vann klubben högst sensationellt Premier League och Mahrez fick pris som Årets fotbollsspelare i England (PFA).